# سباحة صدر

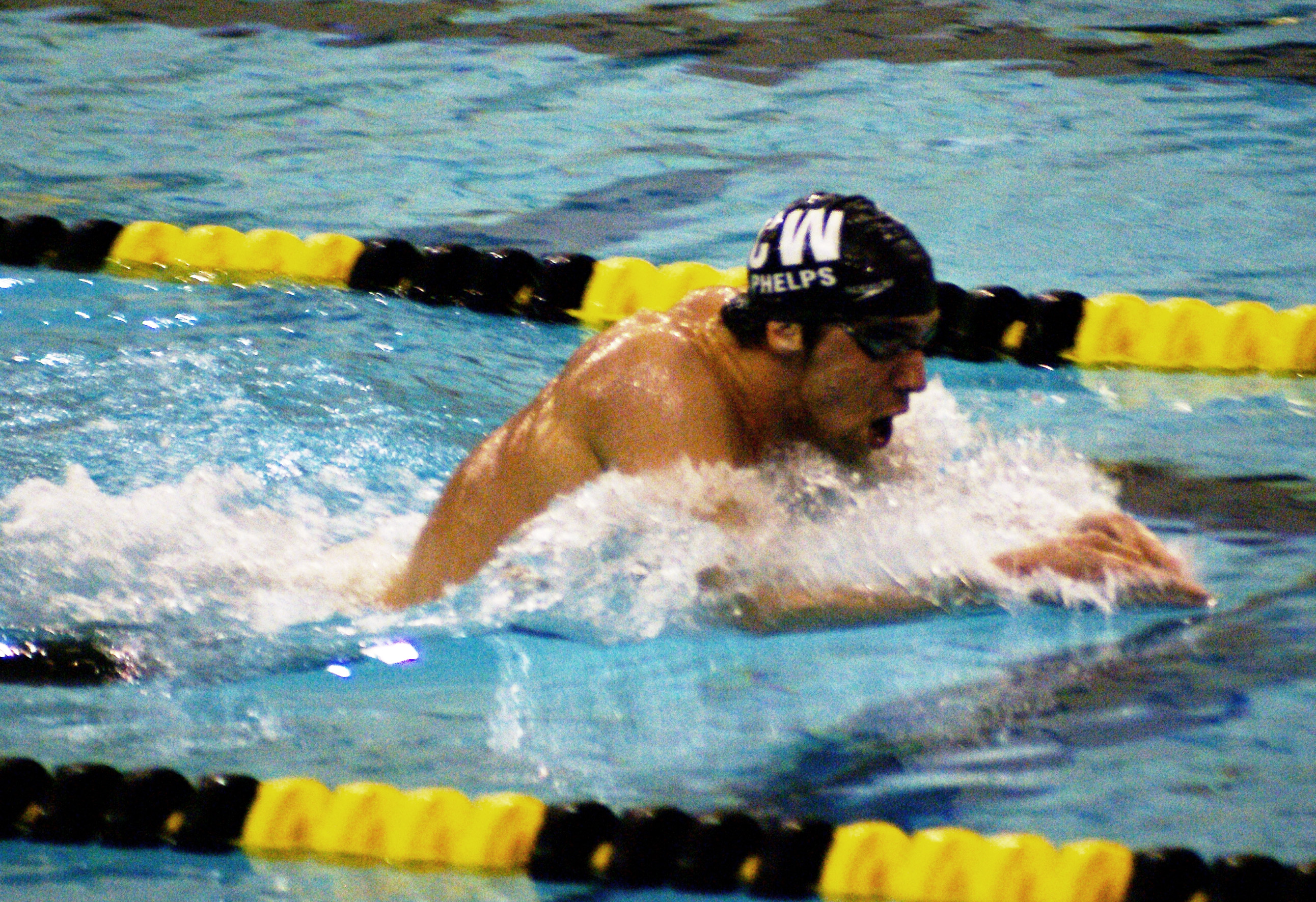
مايكل فيلبس السباحة صدرا في ولاية ميسوري سباق الجائزة الكبرى عام 2008.

سِبَاحَةُ الصَّدْرِ أو السِّبَاحَةُ الفَجِّيَّةُ (بالإنجليزية: Breaststroke)‏ تعتبر سباحة الصدر من السباحات المفضلة في السباحة الترويحية والإنقاذ والغوص والوقوف في الماء. ولكنها من السباحات الصعبة نظراً لصعوبة التوافق بين الذراعين والرجلين. كما أن مقاومة الماء فيها كبيرة مما يعوق حركة الجسم للأمام. كما تعتبر السباحة الوحيدة التي تكون للرجلين دور فعال فيها بنسبة قد تعادل ما للذراعين من تأثير حركة الجسم للأمام.

## السرعة والبيئة
سباحة الصدر هي أبطأ الأربع أنماط الرسمية في مسابقات السباحة. نجد ان اسرع سباحة صدرية تكون نحو 1.57 متر في الثانية الواحدة. على الرغم من أنه هي أبطأ السباحات التنافسية الأربعة. أنه في بعض الأحيان أصعب للتعليم المتصاعد للسباحين بعد الفراشة نظرا لأهمية التوقيت والتنسيق المطلوب لتحريك الساقين بشكل صحيح.

## التاريخ
تاريخ سباحة الصدر يعود إلى العصر الحجري، وعلى سبيل المثال الصور في كهف السباحين قرب وادي سورا في الجزء الجنوبي الغربي من مصر قرب ليبيا. عمل الساق سباحة الصدر قد نشأت من خلال التشبه بسباحة الضفاضع. تم العثور على الرسوم المتعلقة المختلفة لسباحة الصدر في النحت الغائر البابلية والآشورية الرسوم الجدار.

## التقنيات

### حركات الذراعين
الحركة تماثلية بالذراعين معاً وتبدأ من وضع امتداد الذراعين أماما بجانب الرأس وتشمل حركات الذراعين مرحلتين هما:
أ-المرحلة الأساسية: 1- المسك:
لا يوجد دخول في سباحة الصدر لأن الذراعين داخل الماء تكون نقطة المسك خارج مستوى الكتفين قليلاً ويمكن الوصول إليها بحركة الذراعين للخارج والكتفين يتجهان للخارج قليلاً .
2-الشد والدفع:
يجب أن يكون المرفق منثنياً ويكون أعلى من الكتفين، وتشد الماء للخلف وتنتهي هذه الحركة قبل أن تتعامد الذراعان على الجسم بقليل لتستكمل بحركة ضم قوية وسريعة من المرفقين لتقريبهما أسفل الصدر ويجب وصول المرفق خلف مستوى الكتف خلال الشد .
كما يجب أن يكون هناك استمرار لحركة نهاية الشد إلى الحركة الرباعية وفيها يواجه راحتا اليد كل منهما الأخر وذلك عندما تتحرك الذراعان للأمام.
1-وضع الجسم:
يجب أن يكون الجسم ممتدا في وضع أفقي مستقيم، والذراعين تحت سطح الماء، وراحة اليدين لأسفل وللخارج قليلاً، والكعبان لا يظهران فوق سطح الماء عند الدفع، مع ظهور جزء بسيط من الكتفين أعلى سطح الماء .

### ضربات الرجلين
تسمى بالحركة الضفدعية الكرباجية، وتبدأ الحركة من وضع الرجلين الممتدين المتجاورتي ن والأمشاط ممدودة .
وتبدأ الحركة الرجوعية بانثناء مفصلي الفخذين والركبتين حتى يلامس الكعبين المقعدة مع ثني القدمين تجاه الساق وللخارج، بحيث تكون الزاوية بين الفخذ والجذع 125 5 تقريباً لأن الزاوية أكبر من ذلك تؤثراً على انسيابية الجسم مما يقلل من سرعة حركته في الماء .
- يتم دفع الماء للخلف بقوة بباطن القدم دون مبالغة .
- تضم الرجلين في حركة دائرية كرباجية قصيرة وسريعة مع دوران المشطين ومدهما .
ب-المرحلة الرجوعية:
وتتم بدفع الذراعين وتوجيه الكتفين أماما عالياً. كما أنها تؤدي داخل الماء وفيها يدور الكفان ليواجها قاع الحوض مع دفعهما مستقيمين للأمام وأعلى حتى يمتد الكوع تماماً أسفل سطح الماء.

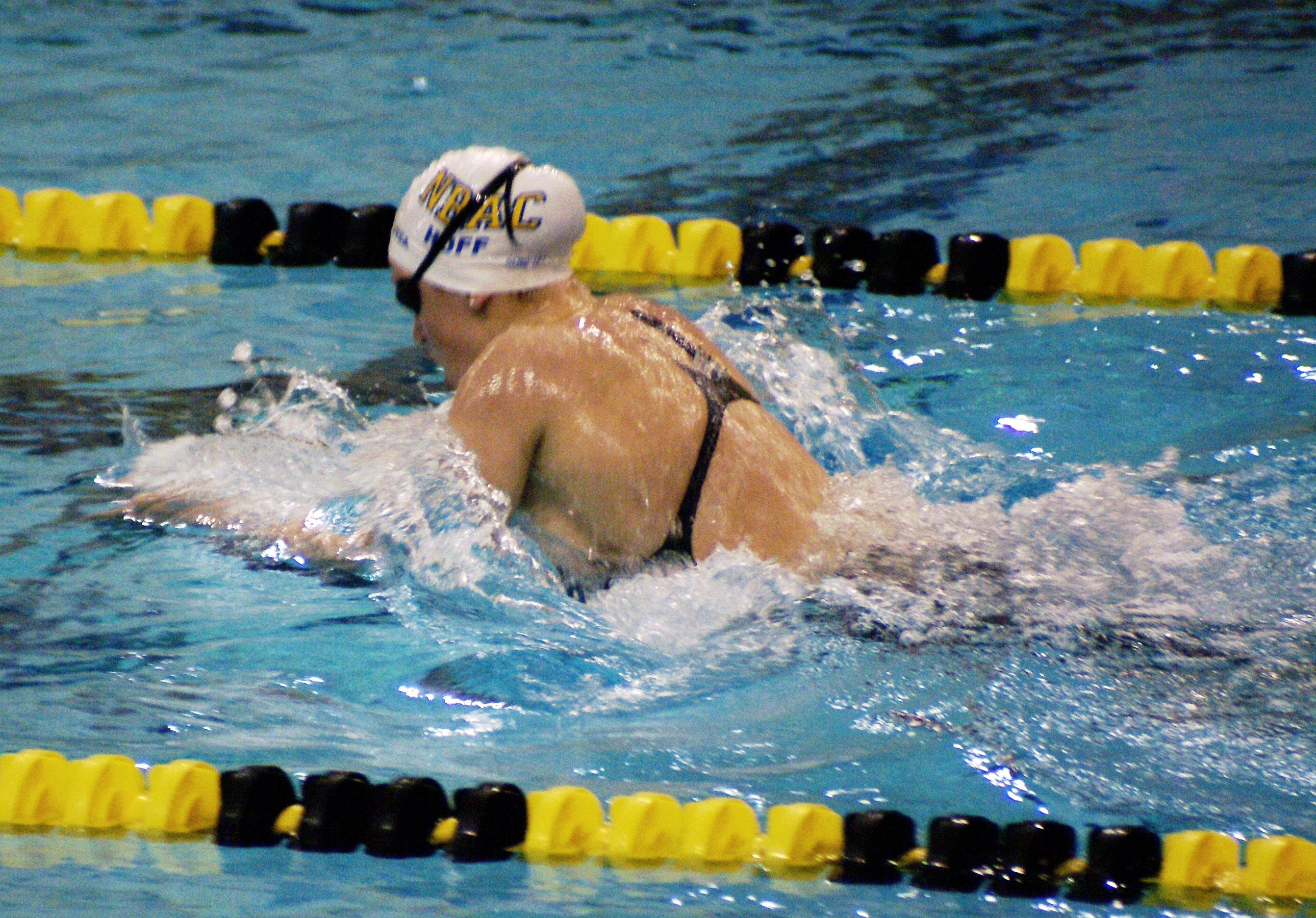
سباحة الصدر عن طريق كاتي هوف في 2008 ولاية ميسوري سباق الجائزة الكبرى.

### التنفس
يرتبط التنفس بحركة الذراعين، ويأخذ الشهيق عن طريق الفم بسرعة في نهاية الشد وذلك بدفع الذقن للأمام ورفع الكتفين قليلاً ويطرد الزفير من الفم والأنف خلال الحركة الرجوعية للذراعين. 2-التوافق:
كل دورة للذراعين يقابلها دور للرجلين.

## تعليم سباحة الصدر
تتبع نفس الخطوات التعليمية التي ذكرت في السباحات السابقة على المعلم أن يضع في اعتباره:
1. التركيز على أداء حركات الذراعين وضربات الرجلين بطريقة متماثلة وبقوة واحدة .
2. احتفاظ المتعلم بالقدمين تحت سطح الماء وخاصة عند الدفع .
3. تكون حركة الذراعين للخلف وأسفل .
4. يمكن للمتعلم وضع الرأس عالياً في بداية التعليم .

يمكن للمعلم استخدام الخطوات التالية أثناء عملية التعليم:
1. أداء حركات الرجلين من الجلوس على حافة الحمام .
2. أداء حركات الرجلين من وضع مسك ماسورة الحمام .
3. أداء حركات الرجلين من الطفو على الظهر بمساعدة أداء الطفو .
4. أداء حركات الرجلين من الطفو على البطن بمساعدة أداء الطفو وأكثر.
5. الدفع والانزلاق بدون مساعدة مع أداة دورة أو أكثر للرجلين .
6. أداء الشد والتنفس من الوقوف ثم من المشي أو الانزلاق .
7. اداء التمرين على التوافق بين الرجلين والذراعين .